# Organisation Internationale des Constructeurs d'Automobiles

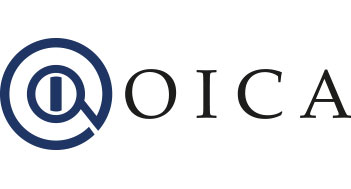
Logo Organisation Internationale des Constructeurs d'Automobiles

Organisation Internationale des Constructeurs d'Automobiles (Międzynarodowa Organizacja Producentów Pojazdów Samochodowych, OICA) – organizacja gromadząca producentów samochodów. Koordynuje komunikację między producentami oraz organizuje wystawy motoryzacyjne.

## Członkowie
W skład OICA wchodzą stowarzyszenia motoryzacyjne reprezentujące następujące kraje:
- Argentyna - Asociación de Fabricas de Automotores (ADEFA), Buenos Aires
- Australia - Federal Chamber of Automotive Industries (FCAI), Canberra
- Austria - Fachverband der Fahrzeugindustrie Österreichs (FFÖ), Wiedeń
- Belgia - Fédération Belge de l'Industrie de l'Automobile et du Cycle (FEBIAC), Bruksela
- Brazylia - Associação Nacional dos Fabricantes de Veículos Automotores (ANFAVEA), São Paulo
- Chiny - China Association of Automobile Manufacturers (CAAM), Pekin
- Czechy - Automotive Industry Association (AIA), Praga
- Egipt - Egyptian Automobile Manufacturers Association (EAMA), El-Dokki, Giza.
- Francja - Comité des Constructeurs Français d'Automobiles (CCFA), Paryż
- Hiszpania - Asociacion Española de Fabricantes de Automoviles y Camiones (ANFAC), Madryt
- Holandia - Nederlandse Vereniging de Rijwiel-En-Automobiel Indusrie (RAI), Amsterdam
- Indie - Society of Indian Automobile Manufacturers (SIAM), Nowe Delhi
- Indonesia - Association of Indonesian Automotive Industries (GAIKINDO), Dżakarta.
- Japonia - Japan Automobile Manufacturers Association, Inc. (JAMA), Tokio
- Korea Południowa - Korea Automobile Manufacturers Association (KAMA), Seul
- Niemcy - Verband Der Automobilindustrie e.V. (VDA), Frankfurt nad Menem
- Portugalia - Associação Automóvel de Portugal (ACAP), Lizbona
- Rosja - Association of Automakers (OAR), Moskwa
- RPA - National Association of Automobile Manufacturers of South Africa (NAAMSA), Pretoria
- Rumunia - Automotive Manufacturers and Importers Association (APIA), Bukareszt
- Serbia - Association of Motor Vehicle Manufacturers of Serbia (UPDVS), Belgrad.
- Słowacja - Automotive Industry Association (AIA SR), Bratysława
- Szwajcaria - Association Importateurs Suisses d'Automobiles (Auto-Suisse), Berno
- Szwecja - BIL Sweden, Sztokholm
- Tajlandia - The Thai Automotive Industry Association (TAIA), Bangkok
- Turcja - Automotive Manufacturers Association (OSD), Stambuł
- Ukraina - Association of Ukrainian Motor Vehicle Manufacturers (Ukrautoprom), Kijów
- USA - Alliance of Automobile Manufacturers (AAM), Waszyngton
- Węgry - Association of the Hungarian Automotive Industry (AHAI), Budapeszt
- Wielka Brytania - Society of Motor Manufacturers and Traders Ltd. (SMMT), Londyn
- Włochy - Associazione Nazionale Filiera Industria Automobilistica (ANFIA), Turyn

## Organizacje stowarzyszone
- Bułgaria - Association of Car Manufacturers and their authorized representatives for Bulgaria (ACM), Sofia
- Chorwacja - Croatian Association of Car Importers and Distributers (CACID), Zagrzeb
- Dania - De Danske Bilimportører (DBI), Kopenhaga
- Estonia - The Union of Estonian Car Sales and Service Enterprises (AMTEL), Tallinn
- Finlandia - Autotuojat r.y., Helsinki
- Grecja - Association of Motor Vehicle Importers Representatives (AMVIR), Ateny
- Litwa - Lithuanian Autoenterpreneurs Association (LAA), Wilno
- Łotwa - Latvian Authorized Automobile Dealers Association (LAADA), Ryga
- Norwegia - Bilimportørenes Landsforening (BIL), Oslo
- Unia Europejska - Association des Constructeurs Européens d'Automobiles (ACEA), Bruksela
- USA - Truck Manufacturers Association (TMA), Chicago

## Główne wystawy koordynowane przez OICA
- North American International Auto Show, Detroit (styczeń)
- Brussels Motor Show (styczeń)
- Chicago Auto Show (luty)
- AutoRAI, Amsterdam (luty)
- Salon International de l'Auto, Genewa (marzec)
- Barcelona Motor Show (maj)
- British International Motor Show (lipiec)
- Hanover Motor Show (wrzesień)
- Internationale Automobil-Ausstellung, Frankfurt nad Menem (wrzesień)
- Mondial de l'Automobile, Paryż (październik)
- Tokyo Motor Show (listopad)
- Greater Los Angeles Auto Show (grudzień)